# Christoph von Maltzahn
Christoph Freiherr von Maltzahn (* 15. Januar 1943 in Greifswald; † 11. November 2022 in München) war ein deutscher Historiker und bis zu seiner Pensionierung der Geschäftsführer der Arbeitsgemeinschaft historischer Forschungseinrichtungen in der Bundesrepublik Deutschland.

## Leben
Christoph von Maltzahn seine Eltern waren Alexandra Gräfin von Platen und Helmuth Freiherr von Maltzahn. Der Vater war Gutsbesitzer in Gültz mit weiteren Nebenbesitzungen in Hermannshöh und Marienhöhe, Mecklenburg, Rechtsritter des Johanniterordens und Vorsitzender des Familienvereins. Christoph hatte sechs Geschwister, wuchs in Norddeutschland auf, und begann ein Studium der Geschichte in Heidelberg und wurde in München im Jahr 1977 mit einer Dissertation zu dem Thema „Heinrich Leo (1799–1878) – Ein politisches Gelehrtenleben zwischen romantischem Konservatismus und Realpolitik“ zum Dr. phil. promoviert.
Ab 1983 war Maltzahn der Geschäftsführer der Arbeitsgemeinschaft historischer Forschungseinrichtungen in der Bundesrepublik Deutschland (AHF). In dieser Zeit veranlasste er die Digitalisierung der AHF-Angebote, die dann als Datenbank „Historische Bibliographie Online“ mit etwa 320.000 bibliografischen Einträgen vor allem von Veröffentlichungen von Historikern bedeutend war.
Ab 1966 war er, wie sein Cousin Joachim von der Wense, Mitglied des Corps Vandalo-Guestphalia Heidelberg.
Seine Frau war Adelheid Fries, das Ehepaar hat Kinder und Enkelkinder. Er war wie der Vater Rechtsritter des Johanniterordens.
Christoph von Maltzahn starb am 11. November 2022 im Alter von 79 Jahren in München.
Der Landrat Axel von Maltzahn ist sein Großvater.

## Werke
- Christoph von Maltzahn im Historischen Lexikon Bayerns